# Piriqueta mortonii
Piriqueta mortonii là một loài thực vật có hoa trong họ Lạc tiên. Loài này được S.D. Koch & Fryxell miêu tả khoa học đầu tiên năm 1989.